# بريجيت مندلر
بريجيت كلير مندلر (بالإنجليزية: Bridgit Mendler) (من مواليد 18 ديسمبر 1992) مغنية وممثلة وموسيقية وكاتبة أغاني أميركية، عرفت أكثر بعدما لعبت دور تيدي دنكان في مسلسل قناة دزني حظ سعيد تشارلي، لعبت دور البطولة في فيلم دزني ليموناد موث، كما كان لها دور جولييت فان هوزن في مسلسل ويزردز أوف ويفرلي بليس، وظهرت أيضا في أفلام آلام المخاض، ألفين والسنجاب: ذا سكويكويل ، ذا كويك، فيلم بيفرلي هيلز تشيواوا 2، وقعت عقداً مع هوليوود ركوردز وسجلت لها أول أغانيها، " مستعد أم لا "وأصدرات في 7 أغسطس 2012، وإطلاق أول ألبوم لها، هاي ماي نيم ... ، والذي صدر في 22 أكتوبر، 2012.

## روابط خارجية
- الموقع الرسمي
- بريجيت مندلر على موقع IMDb (الإنجليزية)
- بريجيت مندلر على موقع روتن توميتوز (الإنجليزية)
- بريجيت مندلر على موقع ألو سيني (الفرنسية)
- بريجيت مندلر على موقع ميوزك برينز (الإنجليزية)
- بريجيت مندلر على موقع أول موفي (الإنجليزية)
- بريجيت مندلر على موقع إن إن دي بي (الإنجليزية)
- بريجيت مندلر على موقع ديسكوغز (الإنجليزية)
- بريجيت مندلر على موقع قاعدة بيانات الفيلم (الإنجليزية)
- بريجيت مندلر على موقع كينوبويسك (الروسية)